# Manole
Manole (bułg. Маноле) – wieś w południowej Bułgarii, w obwodzie Płowdiw, w gminie Marica.
Miejscowość znajduje się 18 km od Płowdiwu.
W wiosce znajduje się tracka mogiła z trzema grobowcami.